# 中室幹雄
中室 幹雄（なかむろ みきお、1950年1月10日 - ）は、岡山県出身の元プロ野球選手（外野手）。右投右打。

## 来歴・人物
津山商業高校では、1966年秋季中国大会で準決勝に進出。尾道商のエース大田垣耕造に抑えられ惜敗するが、翌1967年春の選抜出場を決める。しかしその後の学内不祥事で出場辞退。同年夏は東中国大会準決勝で米子工に敗退。同年ドラフト13位で巨人に入団。担当スカウトは木戸美摸。
俊足、巧打、長打力のある外野手として期待されたが、選手層の厚い中、二軍でもほとんど出場機会がなく、1969年限りで現役引退。
退団後は電気店の経営者養成専門学校に入学。その後家業の家庭電気店を継ぐ。

## 詳細情報

### 年度別打撃成績
- 一軍公式戦出場なし

### 背番号
- 67 （1968年 - 1969年）